# NGC 2887
NGC 2887 is een elliptisch sterrenstelsel in het sterrenbeeld Kiel. Het hemelobject werd op 8 maart 1834 ontdekt door de Britse astronoom John Herschel.

## Synoniemen
- ESO 91-9
- AM 0922-633
- PGC 26592